# Olasz labdarúgó-szövetség
Az olasz labdarúgó-szövetség (olaszul: Federazione Italiana Giuoco Calcio, rövidítve FIGC) Olaszország nemzeti labdarúgó-szövetsége. 1898-ban alapították. A szövetség szervezi az Olasz labdarúgó-bajnokságot, valamint az olasz kupát. Működteti az Olasz labdarúgó-válogatottat, valamint az Olasz női labdarúgó-válogatottat. Székhelye Rómában található.

## Története
A szövetséget 1898-ban alapították azzal a céllal, hogy egységesítse az ország labdarúgását, ami azt megelőzően több kisebb egység irányítása alatt állt. Ekkor az elnöki posztot Mario Vicary, valamint Luigi D'Ovidio együttesen töltötték be.
1964 és 1980 között megtiltották a külföldi játékosok igazolását, hogy a válogatott sikeresebb lehessen.
A 2006-os bundabotrány után az elnök Guido Rossi lett, ám megválasztása nagy vitát váltott ki az országban, így szeptember 21-én Luca Pancalli lett az utóda. 2007. április 2-án egy új választás keretében Giancarlo Abete lett az elnök.
2008. december 2-án a szövetség kihirdette az általa vélt minden idők 10 legjobb játékosát:
1. Giuseppe Meazza
2. Luigi Riva
3. Roberto Baggio
4. Paolo Maldini
5. Giacinto Facchetti
6. Sandro Mazzola
7. Giuseppe Bergomi
8. Valentino Mazzola
9. Marco Tardelli
10. Paolo Rossi

## Győzelmek
- világbajnok: 4-szer (1934, 1938, 1982, 2006)
- Európa-bajnok: 1-szer (1968)
- Olimpia bajnok: 1-szer (1936)
- Közép-európai Kupa-győztes: 2-szer (1927 - 1930, 1933 - 1935)